# ワン・ストップ・サービス
ワン・ストップ・サービス（英: one stop service）は、ひとつの場所でさまざまなサービスが受けられる環境、場所のこと。行政や商業において用いられる。

## 行政
複数の部署・庁舎・機関にまたがっていた行政手続きを、一度にまとめて行えるような環境をワン・ストップ・行政サービス（one stop governmental service）と言う。情報通信技術の発達している近年は、電子政府の構築により、インターネットを通じて多数の官公庁に出掛けること無く、公的サービスの手続きを行うことが可能になってきている。
イギリスでは、1999年に設けられた行政ポータルサイトUK Onlineのワン・ストップ・引越サービス（Iammoving.com）において、引越しに伴う住所変更手続き（パスポートや運転免許証などの公的な手続きと、水道・ガス・電気・金融機関などの約750の民間企業や団体の手続き）をまとめて行うことができる。UK Onlineは、2004年4月よりは新しいポータルサイトDirectgovへと発展した。同ポータルサイトは、日本でのデジタル庁主導による政府ウェブサイト一元化のモデルともされており、政府機関だけでなく、裁判所なども含めた広範な公的機関・公的サービスの情報を一元的に集約している。また、2007年にデンマークでも国民ポータルサイトBorger.dkが立ち上げられ、公的サービスを提供している。
その他、国際的なワン・ストップ・サービスとして、国境の検問所において複数回必要となる出入国手続を1回に簡素化するワン・ストップ・ボーダー・ポスト（OSBP）などが挙げられる。現在では、ほとんどの国で国民サービスまたは行政の効率化のため、行政の窓口を1本化するサービスが進められている。自国では意識していなくとも、他国から見れば結果的にワン・ストップ・サービスなっている場合もあり（無論、その逆の場合もある）、個人情報の質やセキュリティーの確保等の制約もあることから、各国の形態や程度は様々である。

### 日本の状況
2001年にe-Japan戦略が示され、高速ネットワークインフラストラクチャーの整備と共に、電子政府の実現による行政サービスのワン・ストップ化が計画された。
2001年に総務省が開設した行政ポータルサイトe-Gov（イーガブ）は、ワン・ストップ・サービスを実現する電子政府の窓口、2013年現在のサービス内容は、行政手続き情報の案内、電子申請、パブリックコメント及び各府省への意見・要望の一元的な受付、法令や行政文書ファイルの検索サービスなど。パスポートの電子申請も一旦は実施されたが、2005年度の利用が103件で、1件あたりの経費が1,600万円程度になると財務省予算執行調査で指摘された後、2006年に廃止された。また、2005年12月からは「自動車保有関係手続のワンストップサービス」が始まったが、2007年の会計検査院決算検査報告では「自動車保有関係手続のワンストップサービスの利用が低調となっている」と指摘された。サービス提供地域で利用率が57%に達したのは、2011年10月であった。
地方自治体発の動きとして、三重県松阪市などでは、「おくやみコーナー」を設け、死亡時の手続・窓口を一元化して好評を得ており、ワン・ストップ・サービスの好例とされている。このような動きを受け、政府の内閣官房ＩＴ総合戦略室においても、ワンストップサービスの一環として、「死亡・相続ワンストップサービス」の施策を掲げ、自治体も含めて複数の機関にまたがる死亡・相続の手続を、ITも活用して一元的に対応できる仕組みを構築しようとしている（遺言書検認、相続放棄などの家庭裁判所での手続はカバーされていないが、別分野では、家庭裁判所との連携に成功する自治体も表れ始めている。）。
また、外国人居住者が増え続ける中、地方自治体が出入国在留管理庁、法テラス、その他の関係組織と連携し、「ワンストップ型相談センター」を設置する動きが広がっているが、これも注目を集めるワン・ストップ・サービスの例である。
一方、厚生労働省でも、失業者が集まるハローワークで「ワンストップ・サービス・デイ」を適時実施している。ここでは、ハローワーク所在地の地方自治体・社会福祉協議会・弁護士会等と連携し、生活保護の相談・つなぎ資金の手続き・多重債務の相談などを、求職相談と併せて生活支援を行っている。
このように地方自治体などの地域拠点を軸・中心として複数機関を連携させるワンストップサービスは、ITも活用して各種公的機能・手続などを極力集約・効率化していくコンパクトシティやスマートシティの思想にも通じるもので、人口減少社会における住民サービスの維持策としても位置付けられる。
ブロードバンドインターネット接続の普及によりインフラ整備は進捗したものの、縦割り行政を廃したワン・ストップ・行政サービスが必ずしも促進されたとは言い難いという意見があった。2020年に新型コロナウイルスの流行が発生すると、デジタル化の遅れが指摘されることになった。

### 総合窓口
自治体（地方公共団体）では、縦割り行政を廃し役所内の窓口を一本化する総合窓口を導入して、市民にワン・ストップ・サービスを提供する取り組みが増えている。この総合窓口を、札幌総合情報センター主任研究員の瀧口樹良は「住民をたらい回しせず、自治体の窓口で行われる各種証明書の発行や届出等の手続きを、1カ所で住民が行政サービスを行える窓口」と定義している。
富士通総研が2007年4月に公表した「総合窓口に関するアンケート調査」では、回答した自治体390団体（市・特別区）のうち33.3%が何らかの形で総合窓口を導入していると回答。ただし、導入自治体のうち、住民票関係業務の実施率が98.5％であるのに対して、教育委員会関係業務では57.7％に留まっていることから、ワン・ストップ・サービスの実態は限定的（例えば、子供のいる世帯が転入してきた場合には、学校関係手続きがワン・ストップで完結しない）と言える。また、2009年に地方自治情報センターが町村を含めて行った調査では、総合窓口を導入しているのは1,004団体中のうち23%に留まった。業務システムの構築、庁舎フロアの改修、事務フローの見直しなどハードルが高いとされる。
総合窓口を導入している自治体の例
- 愛媛県松山市では、2000年11月に総合窓口センターを導入して、市民課窓口業務を中心とした182業務のワン・ストップ・サービスを開始した[24]。さらに、2012年7月には福祉総合窓口を導入している[25]。
- 福岡県大野城市では、2005年9月に市長の所信表明でワン・ストップ 総合窓口の設置について言及し[26]、2008年5月に「まどかフロア」と名付けられた総合窓口をオープンさせた[27]。
- 新潟県長岡市では、2012年4月に市役所機能を長岡市シティホールプラザアオーレ長岡に移転させたのを機にワン・ストップ・サービスを開始[28]。部・課を跨ぐ事務でも、来庁者ではなく市職員が入れ替わるようにしている[23]。

## 商業
一つの店で全ての買い物を済ませてしまう購入形態をワン・ストップ・ショッピングといい、そのような購入形態を支える店をワン・ストップ・ショップ、そのような店のサービスをワン・ストップ・サービスと言うようになった。インターネットを利用した商業サイトでも用いている例がある。
また、前述のワン・ストップ・行政サービスと同様に、民間業務にかかる手続きやサービスをワン・ストップで提供する動きもある。大阪ガスや関西電力などが参加している「関西手続きワンストップ協議会」では、引越にかかる水道・ガス・電気などの手続きを一括して行えるポータルサイト「関西引越し手続きサービス」を運営していた（2013年11月終了）。